# Mesure à un temps
La mesure à un temps est une mesure qui n'est pas subdivisée. Il s'agit la plupart du temps d'une mesure binaire, voire ternaire, d'un mouvement très rapide. Cette mesure ne comprend ni temps forts ni temps faibles : il s'agit, le plus souvent, d'une indication de direction d'orchestre ou de carrure simplifiée dans le cas de la musique pour piano seul.

## Œuvres mesurées à un temps
- Ronde à la manière morvandelle de la Sonatine bourguignonne op.4 de Maurice Emmanuel, mesurée à 
[1],
- Variation VII (« Troyte ») des Enigma Variations d'Edward Elgar, Presto mesuré à 
,
- Improvisation sur Mallarmé 2 dans Pli selon pli de Pierre Boulez[2],
- Metastasis de Iannis Xenakis, dont les 103 premières mesures sont à 
.

## Œuvres présentant des mesures à un temps
Dans certains cas, la présence d'une mesure à un temps permet de briser une cadence régulière. A Headache And A Sixty-Fourth, de l'album Solitarily Speaking Of Theoretical Confinement (en) de Ron Jarzombek, est composé sur une alternance régulière très déséquilibrée 
 + 
. 
La Sonate pour piano n°3 de Chávez (en) de Carlos Chávez fait usage de différentes mesures à un temps :
- 1er mouvement, Moderato, dont les mesures 13, 15, 19, 52, 54 et 58 sont à 
,
- 2e mouvement, Un poco mosso, dont la mesure 176 est à 
.

Ce phénomène s'observe également dans les partitions suivantes : 
- 2e mouvement, Scherzo de la Symphonie no 2 d'Alexandre Borodine, dont la section Prestissimo est à 
 excepté pour le trio plus retenu, Allegretto à 
,
- Petrouchka d'Igor Stravinsky, avec une mesure à 
,
- Mesures 251 à 262 (Presto giocoso) de la Sonate pour piano no 5 op.53 d'Alexandre Scriabine, à 
,
- 3e mouvement, Allègrement, mais pas trop vif, du  Dixtuor à vents op.14 de Georges Enesco : mesure 240 notée à 
,
- Sur un sentier recouvert de Leoš Janáček, avec deux mesures à 
 dans la 3e pièce, et des mesures isolées à 
 dans les 6e, 10e et 11e pièce,
- 2e pièce, Sehr rasch, des Fünf Klavierstücke op.23 d'Arnold Schoenberg, dont la mesure 9 est à 
,
- 3e mouvement du Quatuor à cordes no 1 de Béla Bartók, dont les mesures 3, 10 et 22 sont à 
,
- 2e mouvement, Andantino, des Alcancías (en) de Silvestre Revueltas, avec des mesures isolées à 
,
- 2e mouvement du Quatuor pour violon, clarinette, saxophone ténor et piano op.22 d'Anton Webern, dont les mesures 1 à 3, 5, 6, 8 à 10, 12 à 14, 16 à 129 et 131 à 191 sont à 
,
- Appalachian Spring d'Aaron Copland, avec des mesures isolées à 
,
- 1er mouvement, Lento — Allegro molto agitato de la Symphonie no 17 en sol dièse mineur de Nikolaï Miaskovski, mesurée à 
 sur de vastes sections,
- Nocturne no 1 des 8 Nocturnes, FP 56 de Francis Poulenc, dont la mesure 27 est à 
,
- Lincolnshire Posy, Lord Melbourne de Percy Grainger avec des mesures à 
,
- Presque toutes les mélodies des Chantefleurs et Chantefables de Witold Lutosławski se terminent sur une mesure à un temps : « La Sauterelle » (no 2, 
), « L'Églantine, l'aubépine et la glycine » (no 4, 
), « La Tortue » (no 5, 
), « La Rose » (no 6, 
), « L'Angélique » (no 8, 
) et « Le Papillon » (no 9, 
),
- Mädchentotenlieder de Bo Nilsson (en) : mesure 11 à 
, dont la mesure 53 est à 
 et les mesures 20, 22 à 27, 33 à 36, 38 à 40, 43, 49, 51, 54, 57, 65, 76, 77, 80, 81, 86, 90 à 93, 95, 99, 103 à 7, 115, 16, 118, 120, 122, 124, 126, 130, 134 à 42, 145, 153 et 158 à 
,
- Zeitmaße (en) de Karlheinz Stockhausen avec des mesures à 
, 
 et 
,
- Metropolis Part 1: The Miracle and the Sleeper, par le Dream Theater, avec une mesure à 
,
- A Nightmare to Remember, par le Dream Theater, dont la mesure 31 est à 
.

## Œuvres présentant des mesures à un temps irrégulières
- 4e mouvement, Claro y conciso de la Sonate pour piano n°3 de Chávez (en) de Carlos Chávez, dont les mesures 47, 49, 107 et 109 sont à 
,
- Quintette pour piano et cordes de Thomas Adès avec des mesures à 
[4].

### Ouvrages généraux
- (en) Gardner Read, Music Notation: A Manual of Modern Practice, Boston, Bleu nuit éditeur, 1964

### Monographies
- Christophe Corbier, Maurice Emmanuel, Paris, Alleyn and Bacon Inc., 2007, 176 p. (ISBN 2-913575-79-X)